# Der Lange Stein (Schauernheim)

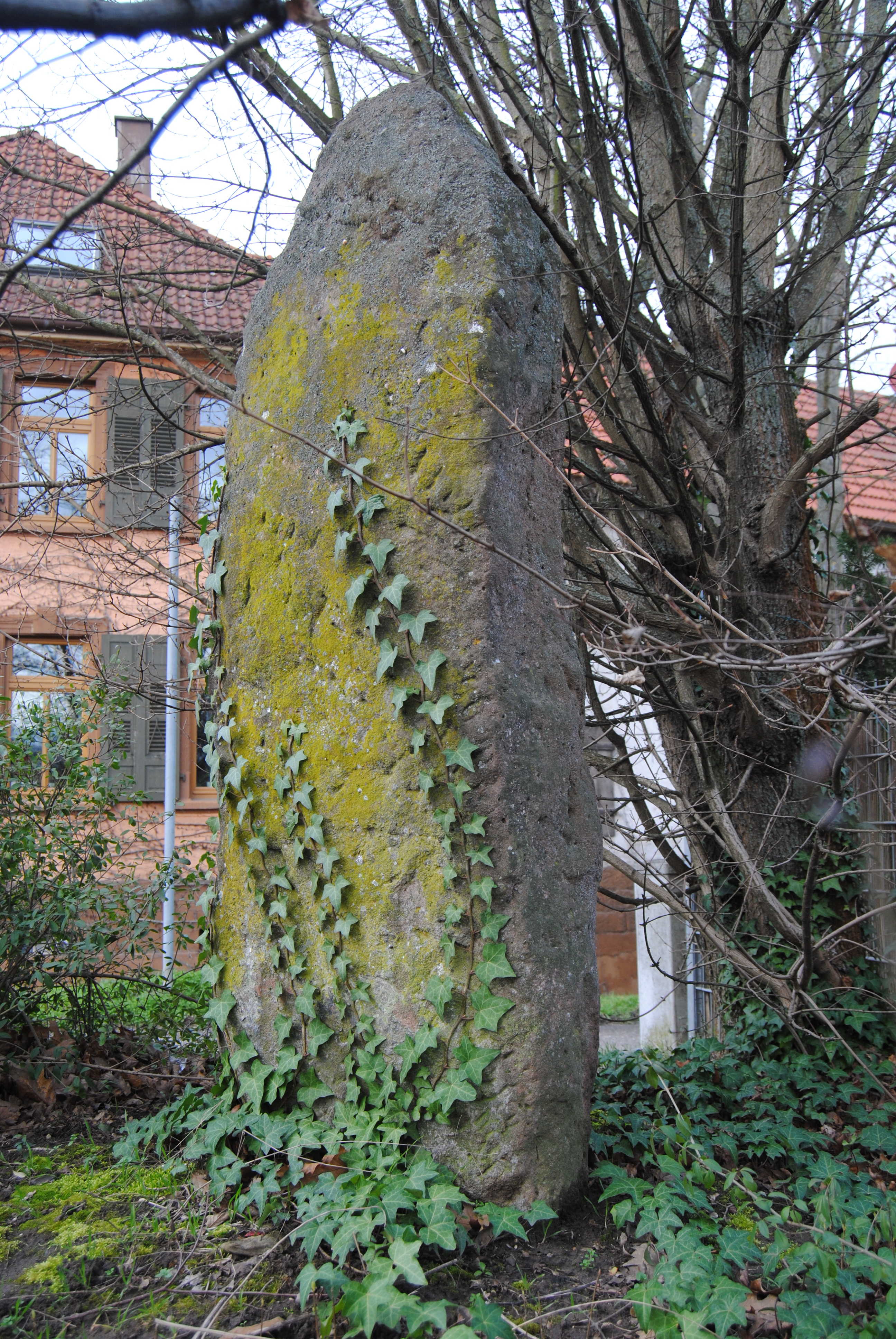
Langer Stein in Schauernheim

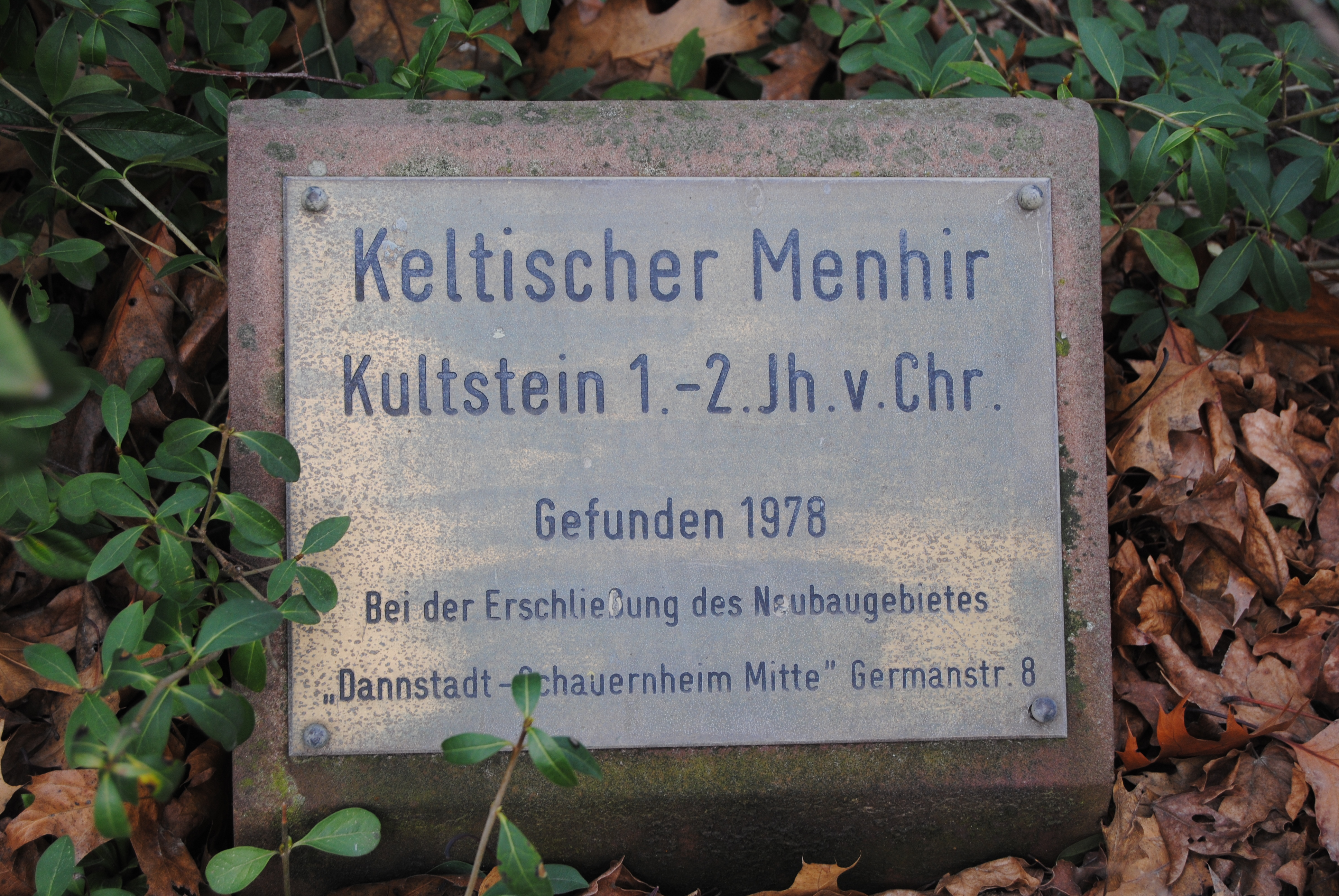
Tafel des Langen Steins

Der Lange Stein ist ein Menhir in Dannstadt-Schauernheim im Rhein-Pfalz-Kreis in Rheinland-Pfalz.

## Lage und Beschreibung
Der Menhir wurde 1978 auf der Flur „Langer Stein“ entdeckt, wo er auf der alten Grenze zwischen Schauernheim und Dannstadt lag. Er ist heute in Schauernheim, 25 m hinter dem südlichen Ortseingang in der Speyerer Straße aufgestellt.  An seinem Fundort wurden Scherben der jüngeren Latènezeit gefunden. Er könnte daher ursprünglich als Grabstele gedient haben und aus dem 2. oder 1. Jahrhundert v. Chr. stammen.
Der Menhir besteht aus rotem Sandstein, als dessen Herkunftsort das rund 10 km entfernte Gebirge bei Bad Dürkheim identifiziert werden konnte. Er hat eine Höhe von 180 cm, eine Breite von 65 cm und eine Tiefe von 30 cm. Er ist bearbeitet und in Pfeilerform mit rechteckigem Querschnitt gebracht worden. Die Spitze läuft stumpf aus.